# بني قاسم (بني رزين)
بني قاسم هي إحدى مشيخات المملكة المغربية، تتبع جغرافيا لإقليم شفشاون وإداريًا لبني رزين. يقدر عدد سكانها بـ 4067 نسمة حسب الإحصاء الرسمي للسكان والسكنى لسنة 2004.